# Округ Ноблс (Минесота)
Ноблс (енгл. Nobles County) је округ у америчкој савезној држави Минесота.

## Демографија
По попису из 2010. године број становника је 21.378, што је 546 (2,6%) становника више него 2000. године.
| Група             | 2000.          | 2010.          |
| Белци             | 17.232 (82,7%) | 14.365 (67,2%) |
| Афроамериканци    | 223 (1,1%)     | 743 (3,5%)     |
| Азијати           | 830 (4,0%)     | 1.168 (5,5%)   |
| Хиспаноамериканци | 2.325 (11,2%)  | 4.820 (22,5%)  |
| Укупно            | 20.832         | 21.378         |